# 10. marec
10. marec je 69. dan leta (70. v prestopnih letih) v gregorijanskem koledarju. Ostaja še 296 dni.

## Dogodki
- 1661 – Ludvik XIV. postane francoski kralj
- 1876 – Alexander Graham Bell iz podstrešja svoje hiše pošlje pomočniku v klet prvo telefonsko sporočilo: »Gospod Watson, pridite sem, potrebujem vas!«
- 1910 – na Kitajskem odpravljeno suženjstvo
- 1933 – v Tretjem rajhu začnejo množično sežigati »rasno oporečne« knjige
- 1942 – anglo-ameriško vojno letalstvo uspešno napade japonske ladje v Salamauiju
- 1944 –
  - zavezniško letalstvo bombandira Rim
  - ustanovljen grški Začasni komite narodne osvoboditve
- 1948 – redno začne izhajati Pavliha
- 1959 – dalajlama Tenzin Gyatso izgnan v Indijo
- 1974 – Hiro Ondo se po 29 letih skrivanja v pragozdu, misleč, da druga svetovna vojna še vedno traja, preda filipinskim oblastem
- 1977 – Astronomi odkrijejo Uranove prstane.
- 1992 – Eduard Ševardnadze postane gruzinski predsednik
- 2022 – v Zagrebu strmoglavi brezpilotni izvidnik sovjetske izdelave, Tupoljev Tu-141.

## Rojstva
- 1452 – Ferdinand II., kralj Aragonije in Kastilije († 1516)
- 1604 – Johann Rudolf Glauber, nemško-nizozemski lekarnar in kemik († 1670)
- 1628 – Marcello Malpighi, italijanski zdravnik († 1694)
- 1771 – Georg Friedrich Creuzer, nemški učenjak († 1858)
- 1772 – Karl Wilhelm Friedrich von Schlegel, nemški pesnik, kritik, učenjak († 1829)
- 1776 – Louise Auguste Wilhelmine Amalie, pruska kraljica († 1810)
- 1844 – Pablo Martín Melitón de Sarasate y Navascuéz, španski violinist, skladatelj († 1908)
- 1856 – Ferdinand Seidl, slovenski naravoslovec, geolog († 1942)
- 1870 – Eugène Michel Antoniadi, grški astronom turškega rodu († 1944)
- 1892 – Arthur Oscar Honegger, francoski skladatelj švicarskega rodu († 1955)
- 1903 – Leon Bix Beiderbecke, ameriški jazzovski trobentač († 1931)
- 1908 – Lado Ambrožič-Novljan, slovenski partizanski general († 2004)
- 1923 – Val Logsdon Fitch, ameriški fizik, nobelovec 1980 († 2015)
- 1928 – James Earl Ray, ameriški atentator († 1998)
- 1936 – Sepp Blatter, švicarski ekonomist, predsednik FIFE
- 1939 – Irina Press, ukrajinska atletinja († 2004)
- 1940 – Carlos Ray »Chuck« Norris, ameriški karateist, filmski igralec
- 1949 – Jos Zalokar, slovenski TV voditelj, igralec, politik, podjetnik, in humanitarec
- 1955 – Marianne Rosenberg, nemška pevka, skladateljica
- 1957 – Fernand Etgen, luksemburški politik
- 1958 – Sharon Stone, ameriška filmska igralka
- 1981 – Samuel Eto'o, kamerunski nogometaš
- 1984 – Olivia Wilde, ameriška filmska, televizijska in gledališka igralka
- 1992 – Emily Osment, ameriška filmska, televizijska igralka in pevka

## Smrti
- 483 – Simplicij, papež (* okrog 420)
- 1222 – Ivan I., švedski kralj (* 1201)
- 1391 – Tvrtko I. Kotromanić, prvi bosanski kralj (* 1338)
- 1585 – Rembert Dodoens, flamski botanik in zdravnik (* 1517)
- 1588 – Theodor Zwinger, švicarski učenjak (* 1533)
- 1755 – Johann David Köhler, nemški zgodovinar (* 1684)
- 1762 – Jean Calas, francoski trgovec, hugenot (* 1698)
- 1805 – Blaž Kumerdej, slovenski šolnik, filolog (* 1738)
- 1819 – Friedrich Heinrich Jacobi, nemški filozof (* 1743)
- 1832 – Muzio Clementi, italijanski skladatelj, dirigent in pianist (* 1752)
- 1847 – Charles Hatchett, angleški industrialec, kemik (* 1765)
- 1861 – Taras Hrihorovič Ševčenko, ukrajinski pesnik, slikar (* 1814)
- 1872 – Giuseppe Mazzini, italijanski politik, revolucionar (* 1805)
- 1884 – Bernardo Joaquim da Silva Guimarães, brazilski pesnik, dramatik, pisatelj (* 1825)
- 1900 – Johann Peter Emilius Hartmann, danski skladatelj in orglar (* 1805)
- 1910 – Karl Lueger, avstrijski politik (* 1844)
- 1913 – Harriet Tubman, ameriška abolicionistka (* okoli 1820)
- 1916 – grof Sámuel Teleki von Szek, madžarski raziskovalec (* 1845)
- 1925 – Meyer Prinstein, ameriški atlet (* 1878)
- 1937 – Jevgenij Ivanovič Zamjatin, ruski pisatelj (* 1884)
- 1940 – Mihail Afanasjevič Bulgakov, ruski pisatelj (* 1891)
- 1942 – William Henry Bragg, angleški fizik, nobelovec 1915 (* 1862)
- 1948 – Jan Masaryk, češki politik (* 1886)
- 1966 – Frits Zernike, nizozemski fizik, nobelovec 1953 (* 1888)
- 1985 – Konstantin Ustinovič Černenko, generalni sekretar KPSZ (* 1911)
- 2003 – Naftali Temu, kenijski atlet (* 1945)
- 2017 – John Surtees, britanski motociklistični in avtomobilistični dirkač (* 1934)

## Prazniki in obredi
- 40 mučencev